# Sorbus bissetii
Sorbus bissetii är en rosväxtart som beskrevs av Mcall.. Sorbus bissetii ingår i släktet oxlar, och familjen rosväxter. Inga underarter finns listade i Catalogue of Life.